# CFM国际
CFM国际（英語：CFM International）是由美國通用电气航空和法國賽峰飛機發動機公司为了研发和制造CFM56系列喷气发动机而各自出资50%组建的合资公司。是全球最大的商用航空發動機製造商。
「CFM」这公司名称與該公司的CFM56系列噴射發動機得名於兩家母公司的民航飛機用發動機，也就是通用电气CF6和斯奈克玛M56。CFM56系列是由斯奈克玛M56的初級（低壓）扇葉與本身是軍用的奇異F101之改良民用版）的高壓增壓器與渦輪機所組合而成的混種產品。

## 產品

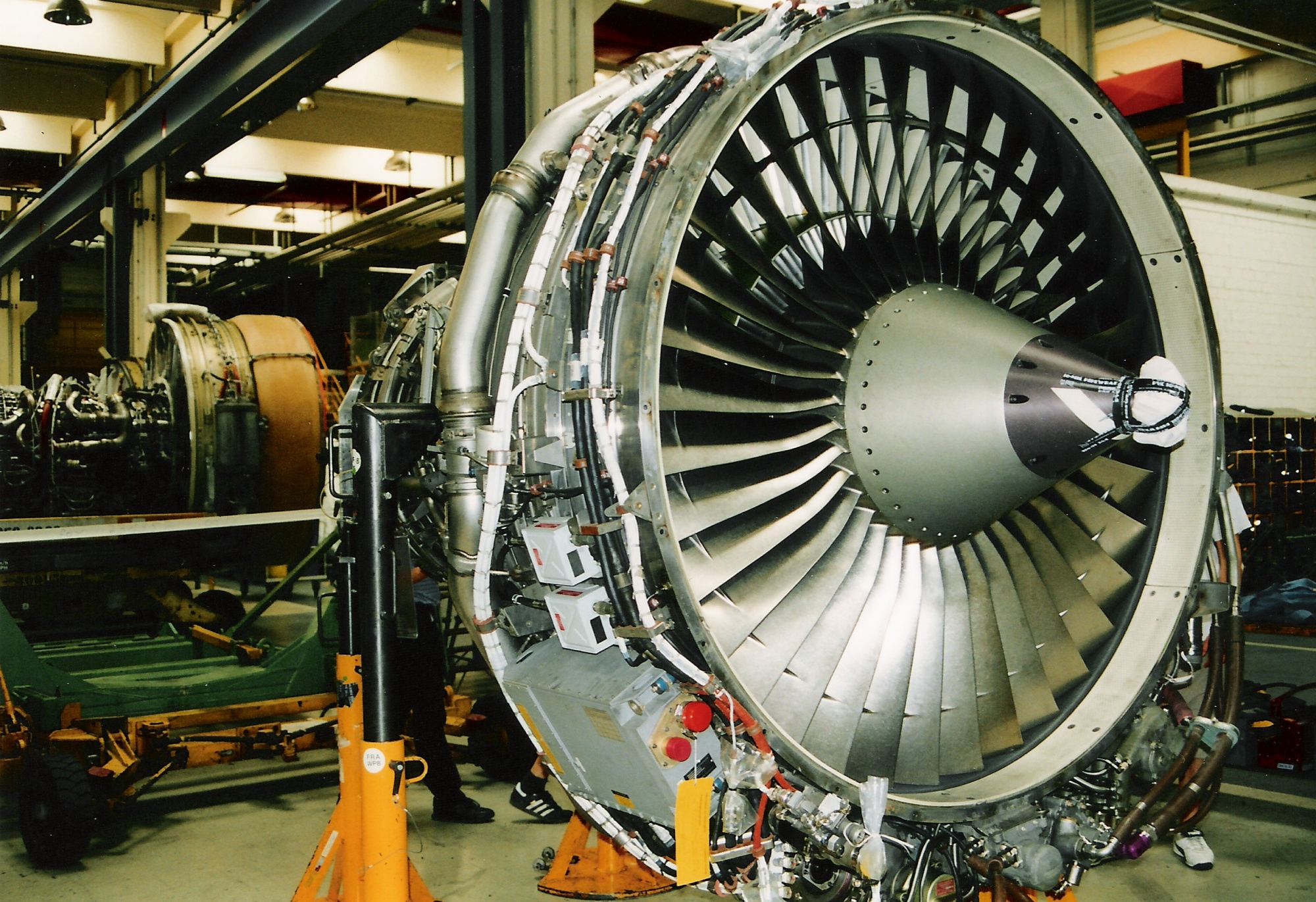
CFM56

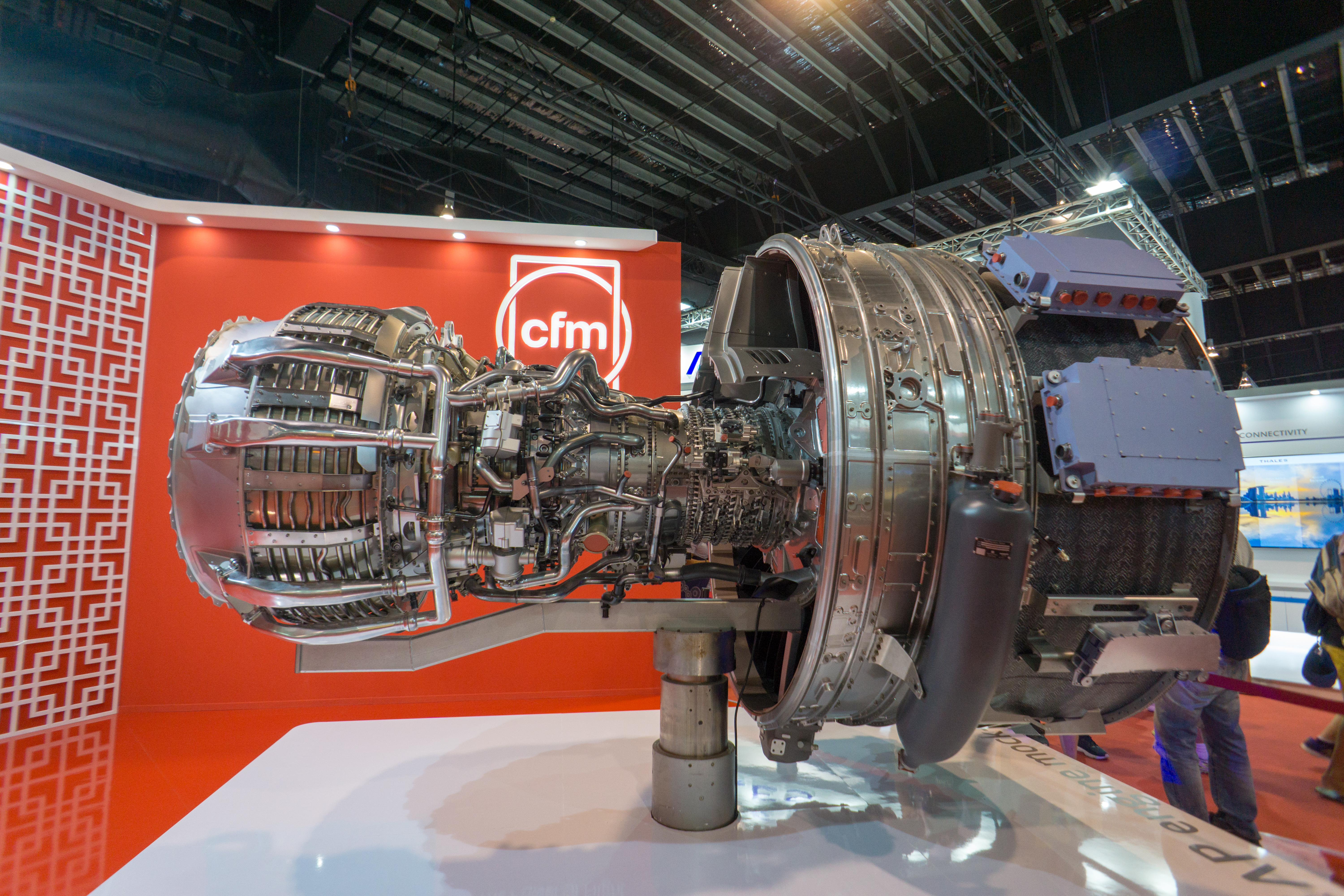
CFM LEAP

- CFM56
- CFM國際 LEAP
- CFM國際 RISE（英语：CFM International RISE）